# Hypergastromyzon
Hypergastromyzon is een geslacht van straalvinnige vissen uit de familie van de steenkruipers (Balitoridae).

## Soorten
- Hypergastromyzon eubranchus Roberts, 1991
- Hypergastromyzon humilis Roberts, 1989